# Liste des anciens prieurés et couvents de la Forêt de Soignes
Liste des anciens couvents et prieurés de la Forêt de Soignes qui portent tous le nom d'un lieu-dit.

## Les prieurés et couvents
- Soit 7 prieurés et deux abbayes:
- Prieuré de l'Ermite[2]
- Prieuré de Groenendael
- Prieuré du Rouge-Cloître[3]
- Prieuré de Sept Fontaines
- Prieuré de Val Duchesse
- Prieuré de Bois-Seigneur-Isaac
- Couvent franciscain de Boetendaelt
- Couvent des Capucins de Tervuren
- Abbaye bénédictine de Forest
- Abbaye cistercienne de la Cambre

## Gravures anciennes

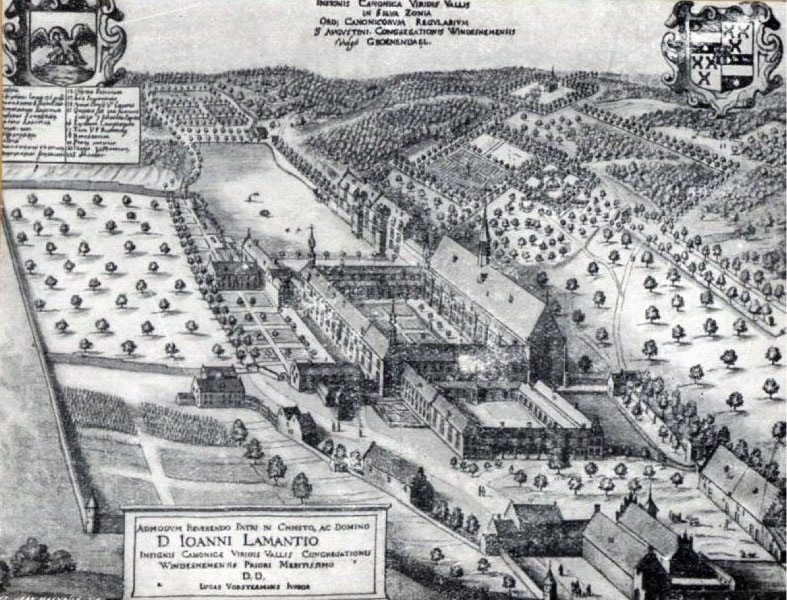
Le prieuré de Groenendael par Lucas Vorsterman II.
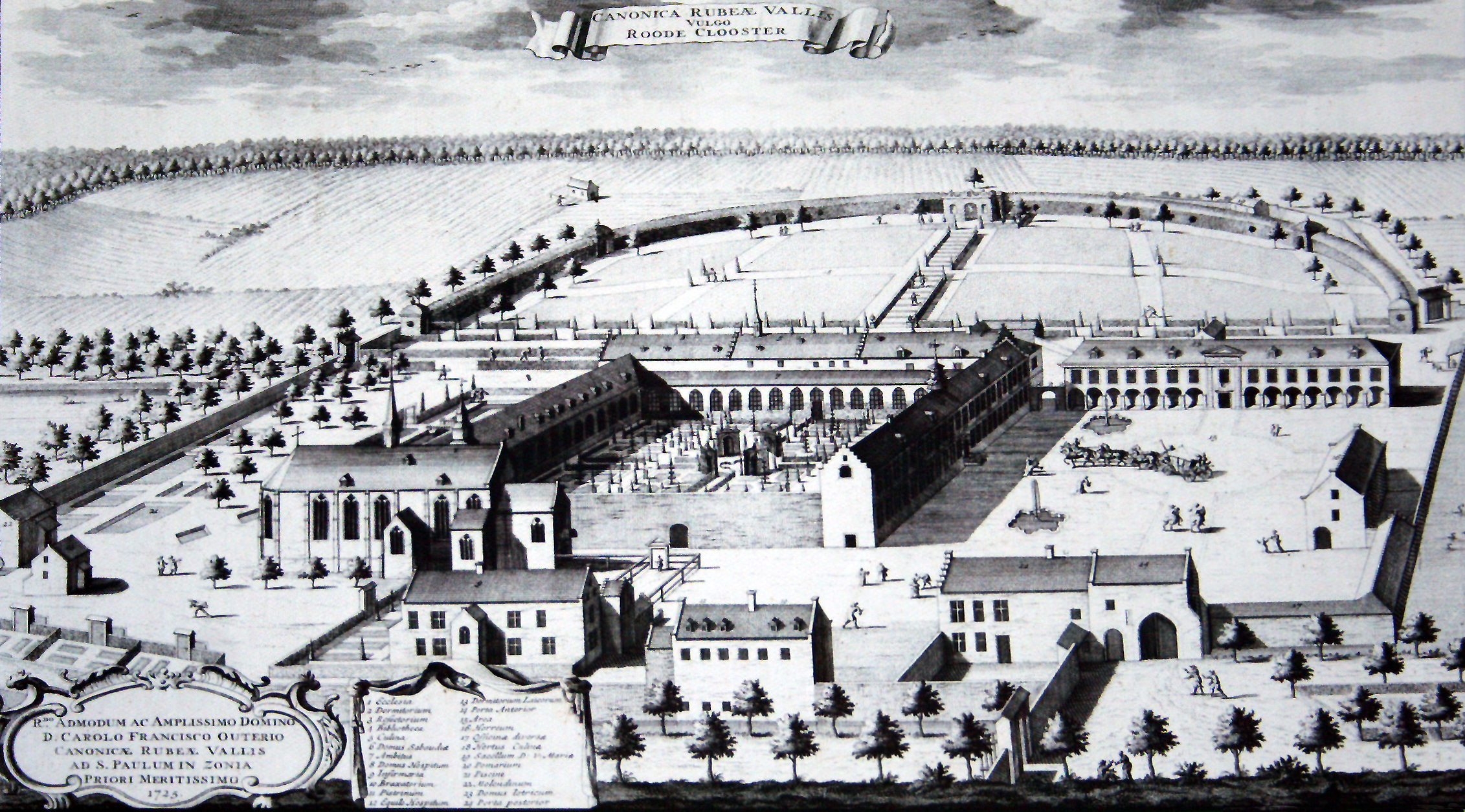
Le prieuré du Rouge-Cloître en 1725.
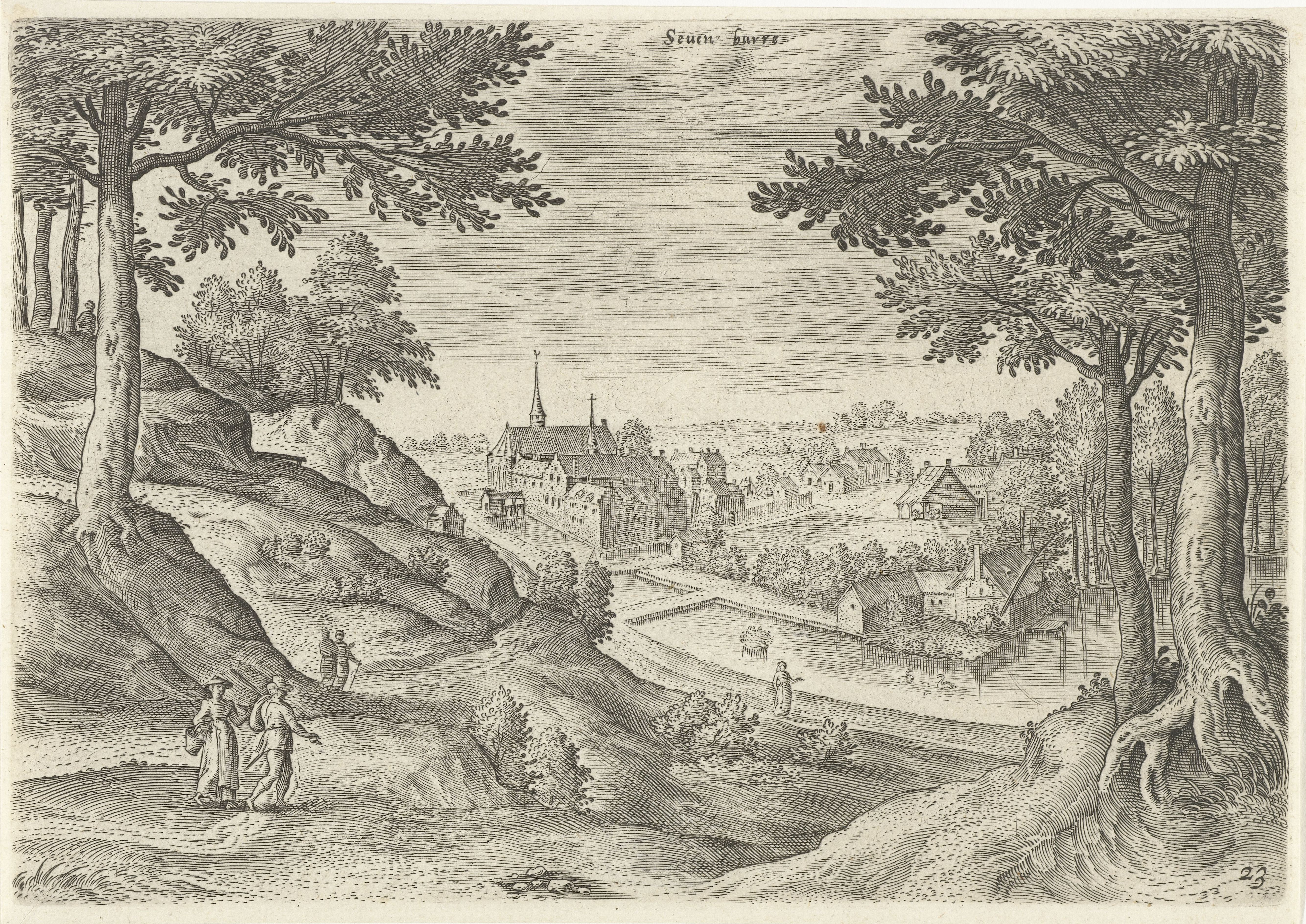
Le Prieuré de Sept Fontaines, Gravure du prieuré au XVIe siècle par Hans Collaert.
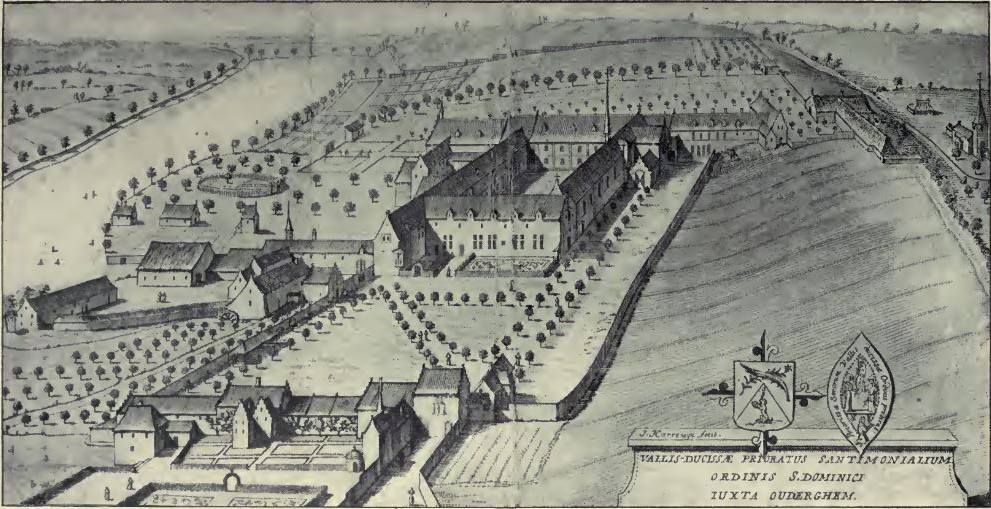
Le  Prieuré de Val Duchesse, gravure du XVIIe siècle de Jacques Harrewijn
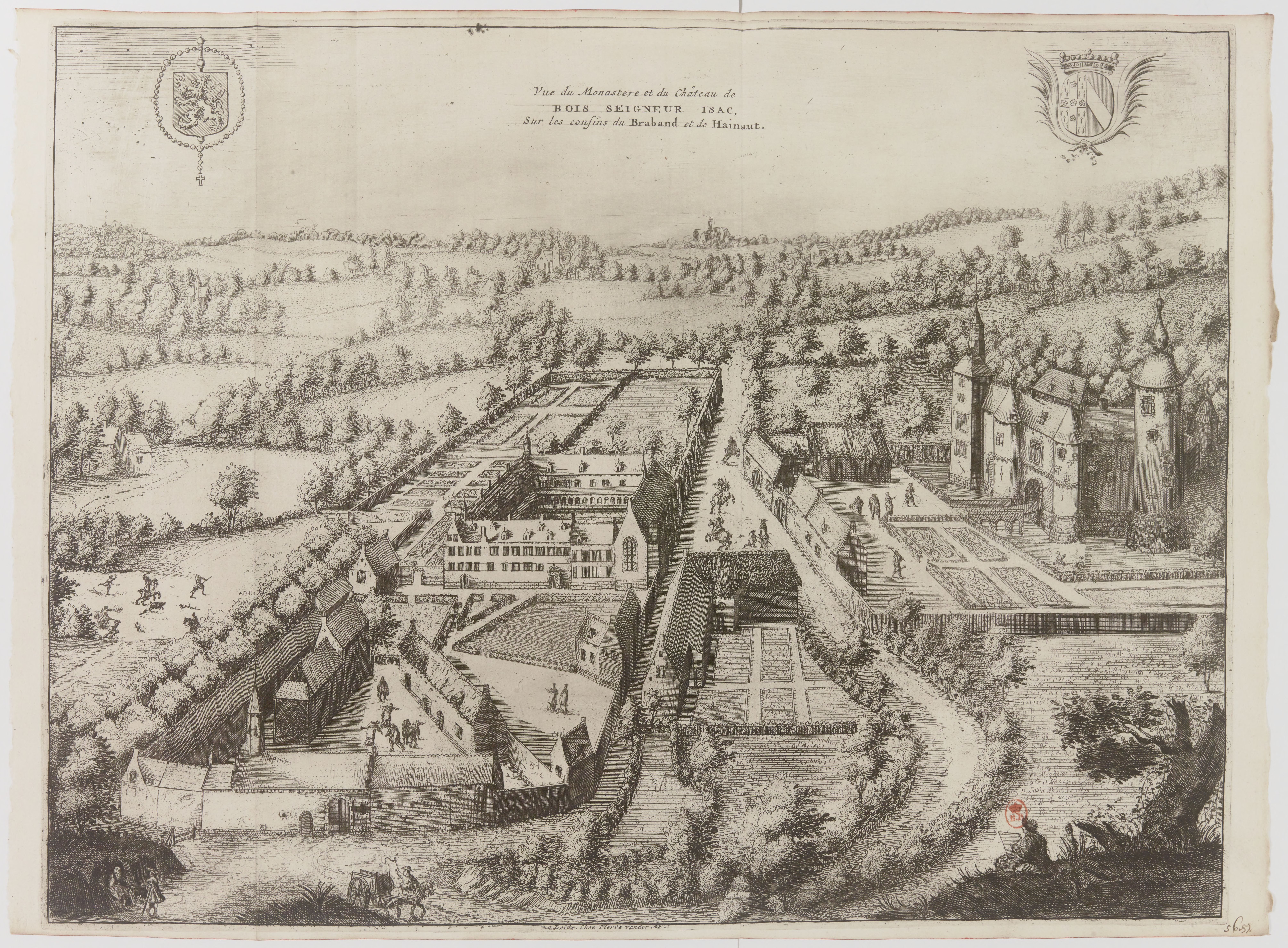
Le Prieuré de Bois-Seigneur-Isaac, vue du monastère et du château de Bois-Seigneur-Isaac - estampe publiée en 1729.
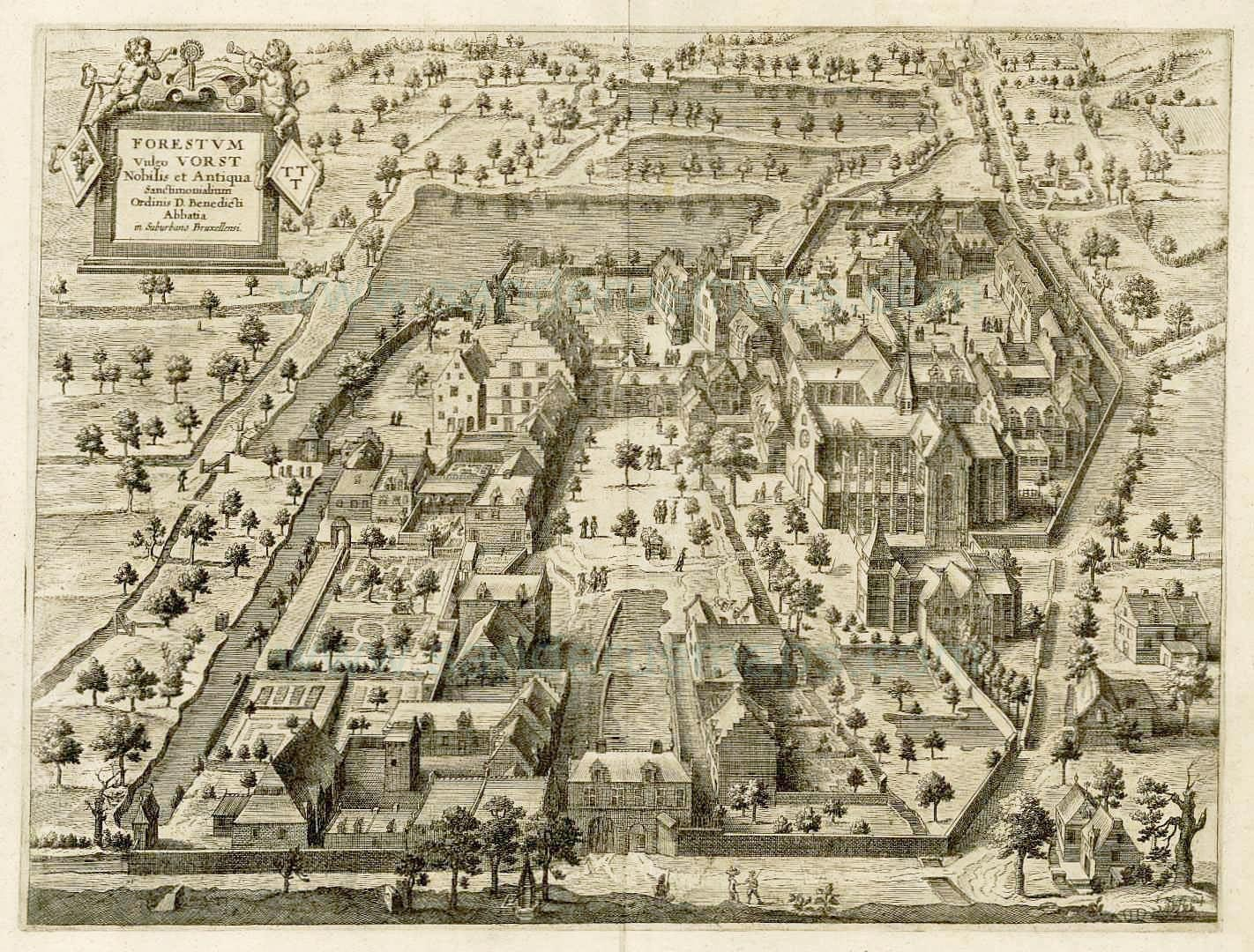
L' abbaye de Forest par Lucas Vorsterman.
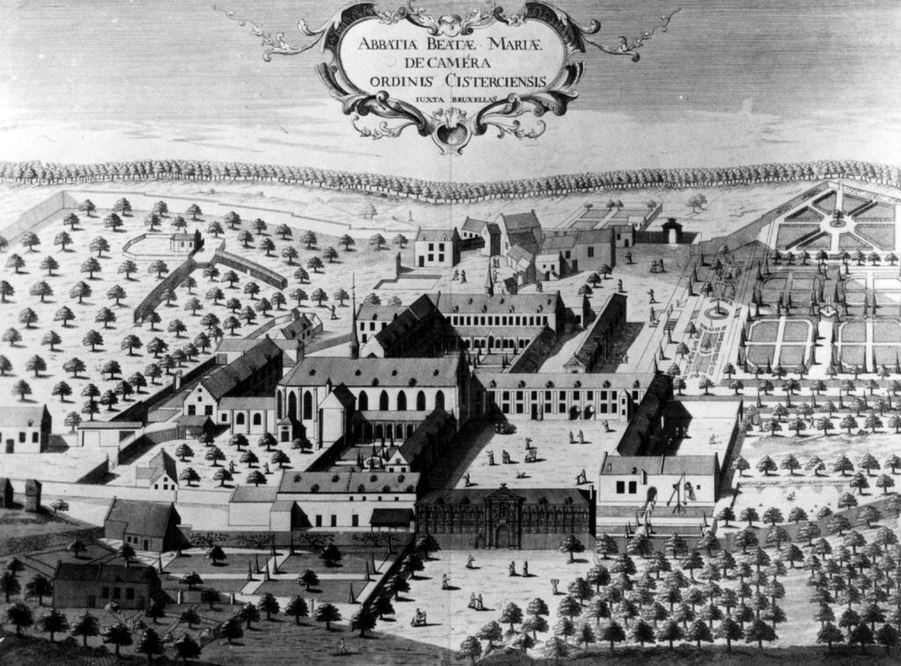
L' abbaye de la Cambre au XVIIIe siècle, gravure non signée attribuée à Jacques Harrewijn illustrant la Chorographia sacra Brabantiae d'Antoine Sandérus.
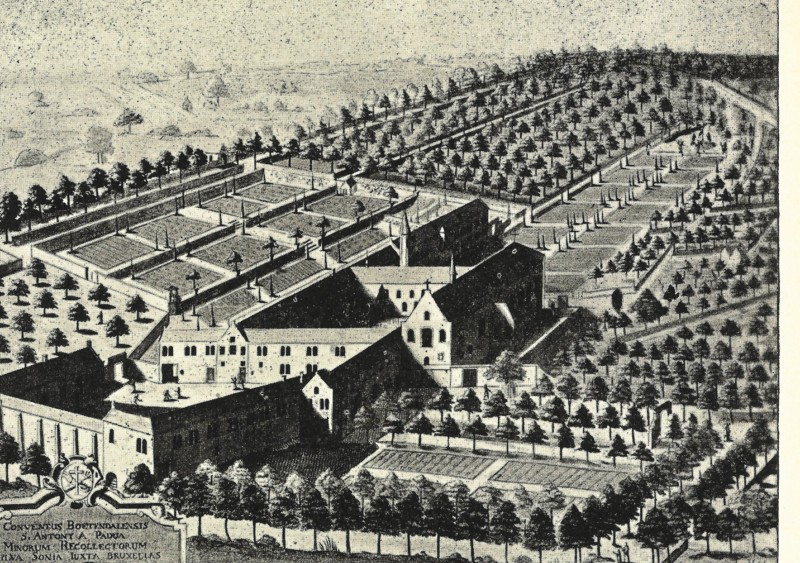
Le couvent franciscain de Boetendael par Renier Blokhuysen.
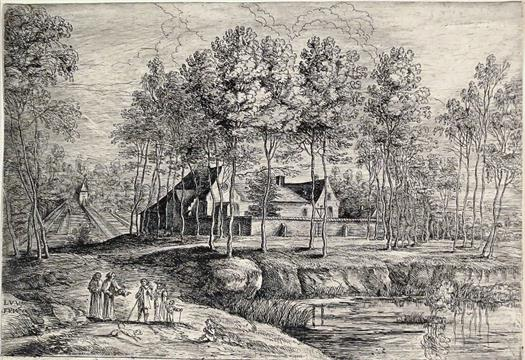
Le couvent des Capucins de Tervuren par Lucas van Uden (1595-1672).

## La trilogie augustinienne de la forêt de Soignes
Trois prieurés existants dans la forêt de Soignes au début du XVe siècle, Groenendael, Rouge-Cloître et Sept Fontaines avaient adopté la règle des chanoines de Saint Victor préconisée par Ruysbroeck, ce qui ne pouvait manquer de les rapprocher. C'est ainsi que fut constituée en 1402 une congrégation dont Groenendael prit la tête. En 1412, la congrégation de Groenendael rallia celle de Windesheim.

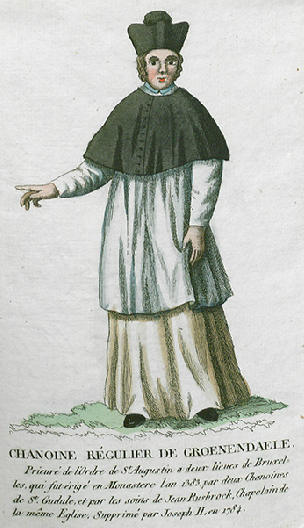
Chanoine régulier de Groenendael
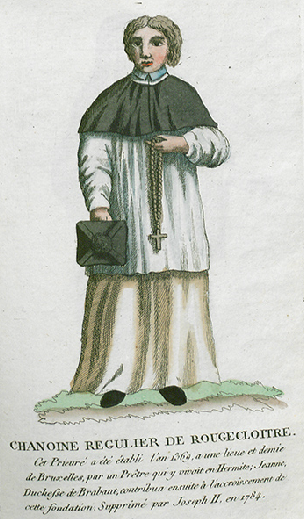
Chanoine régulier de l'abbaye du Rouge-Cloître
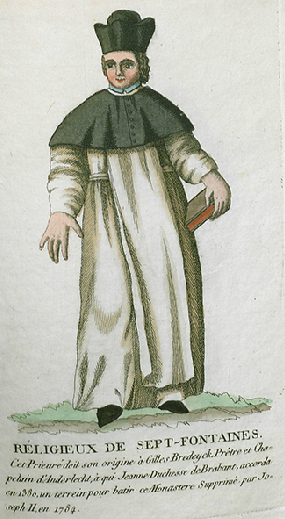
Religieux de Sept Fontaines

## Anecdote
In illo tempore, la petite communauté de l'Ermite désira adopter la clôture perpétuelle et d'avoir pour visiteurs, non plus des chanoines de Sept Fontaines, mais des prieurs de Groenendael et de Rouge-Cloître.

## Autres religieux et religieuses

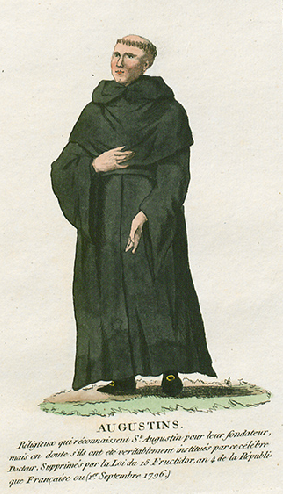
Augustins
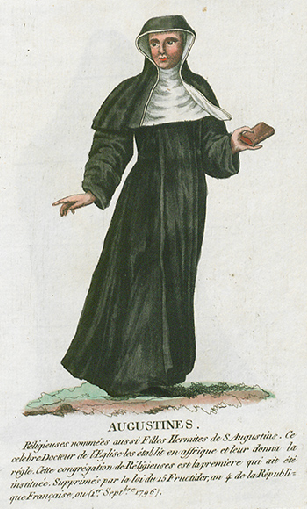
Augustines
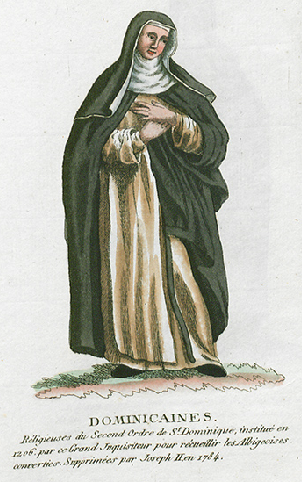
Dominicaines
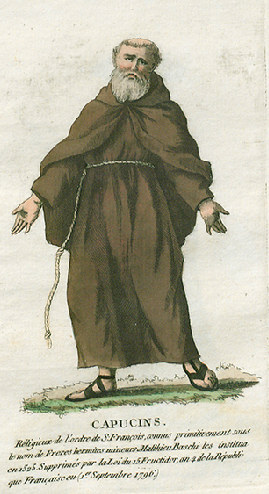
Capucins
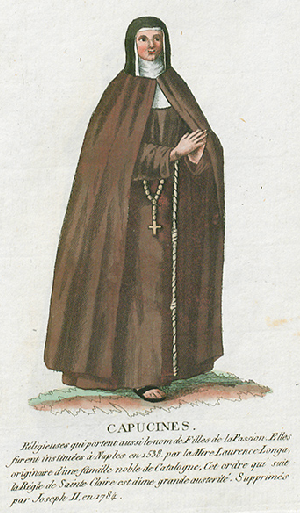
Capucines
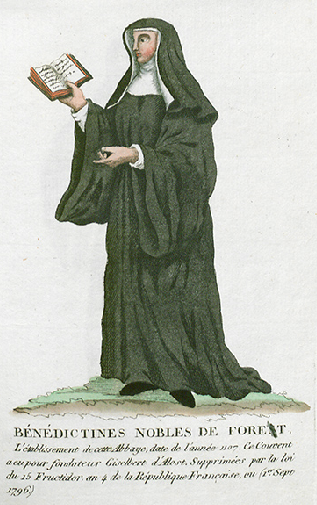
Bénédictines nobles de Forest
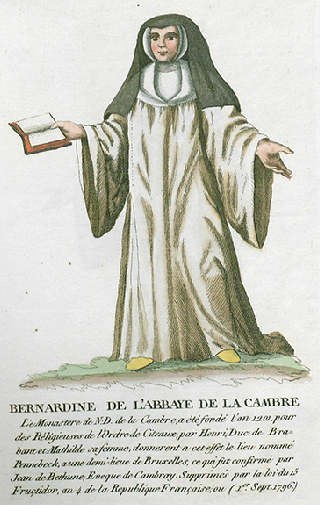
Bernardine de l'abbaye de la Cambre
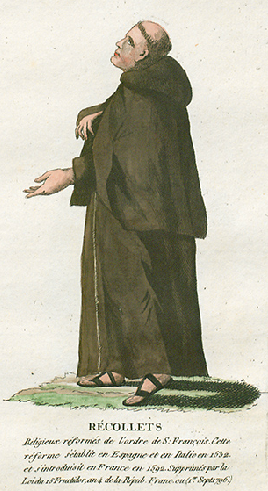
Récollets